# Brasilestes stardusti
Brasilestes stardusti — викопний вид ссавців, що існував у пізній крейді (87 млн років тому).

## Скам'янілості
Описаний за єдиним зубом (нижній правий премоляр р3 або р4), знайденим у відкладеннях формації Адамантіна у Бразилії.

## Назва
Родова назва Brasilestes перекладається як «бразильський грабіжник». Видова назва B. stardusti походить від імені Зіггі Стардаст — псевдоніма американської рок-зірки Девіда Бові.